# Thì Phổ
Thì Phổ (時溥, ? - 9 tháng 5 năm 893), là một quân phiệt vào cuối thời nhà Đường, giữ chức Cảm Hóa tiết độ sứ. Cuối cùng, ông chiến bại trước bộ tướng Bàng Sư Cổ của Chu Toàn Trung, và tự sát cùng gia tộc.

## Đoạt lấy Cảm Hóa
Thì Phổ là người Bành Thành, ông từng là một nha tướng tại Từ châu (trị sở tại Bành Thành). Cả ông và đồng cấp Trần Phan (陳璠) đều được Cảm Hóa tiết độ sứ Chi Tường (支詳) cảm mến.
Năm 881, sau khi quân nổi dậy Hoàng Sào chiếm được kinh sư Trường An, còn Đường Hy Tông thì chạy trốn, Chi Tường đã khiển Thì Phổ và Trần Phan đem 5000 lính đến cứu viện triều đình. Khi Thì Phổ tiến đến đông đô Lạc Dương, ông giả bộ tuyên bố rằng Chi Tường lệnh cho mình quay trở lại, và sau khi hợp binh với Trần Phan, họ tiến hành đồ sát ở Hà Âm và cướp phá Trịnh châu trước khi tiến về phía đông trở lại Từ châu. Chi Tường đã cố xoa dịu hai người khi nghênh đón khao thưởng thậm hậu, song Thì Phổ đã lệnh cho thân tín đến gặp Chi Tường và đe dọa, buộc Chi Tường phải nhường lại ấn tướng cho Thì Phổ. Chi Tường không thể chống lại nên đã xuất cư ra Đại Bành quán, Thì Phổ tự lập là lưu vụ. Trần Phan cố gắng thuyết phục Thì Phổ giết chết Chi Tường, nói rằng Chi Tường đối đãi tốt với người dân trong quân và có thể đoạt lại quyền lực, tuy nhiên Thì Phổ từ chối và chỉ buộc Chi Tường đến Thành Đô với Đường Hy Tông. Tuy nhiên, trên đường đi, Trần Phan đã phục kích đồ sát Chi Tường cùng gia tộc. Sau đó, Đường Hy Tông hạ chiếu bổ nhiệm Thì Phổ là lưu hậu, cùng năm lại thăng là tiết độ sứ. Thì Phổ bổ nhiệm Trần Phan làm Tú châu thứ sử, song sau đó giết chết Trần Phan vì tội tham ô và tàn ác.

## Chống Hoàng Sào
Vào mùa xuân năm 882, khi Đường Hy Tông bổ nhiệm Vương Đạc làm Chư đạo hành doanh đô thống, tổng chỉ huy chiến dịch chống lại Hoàng Sào, Thì Phổ được bổ nhiệm là Thôi khiển cương vận tô phú phòng át sứ.
Năm 883, sau khi Hoàng Sào từ bỏ Trường An và chạy trốn về phía đông, Thì Phổ huy động binh sĩ đến đóng quân tại Ân Thủy, được bổ nhiệm làm Đông diện binh mã đô thống. Trong khoảng thời gian đó, Thì Phổ bị trúng độc khi ăn, ông nghi ngờ phán quan Lý Ngưng Cổ (李凝古) hạ độc nên đã giết chết người này. Cha của Lý Ngưng Cổ là Lý Tổn (李損)- giữ chức Tán kị thường thị tại triều đình ở Thành Đô, Thì Phổ thượng tấu nói rằng Lý Ngưng Cổ và cha là đồng mưu, Tả Thần Sách trung úy Điền Lệnh Tư nhận hối lộ của Thì Phổ nên lệnh cho ngự sử đài xét hỏi, song Lý Tổn vẫn giữ được mạng sống do Đồng bình chương sự Tiêu Cấu (蕭遘) can thiệp.
Trong khi đó, quân của Hoàng Sào bao vây Trần châu cùng thứ sử Triệu Thù (趙犨). Thì Phổ cùng với Tuyên Vũ tiết độ sứ Chu Toàn Trung và Trung Vũ tiết độ sứ Chu Ngập đều suất quân đến cứu viện Triệu Thù. Thì Phổ liên tục giành chiến thắng trước các đội quân của Hoàng Sào và chư hầu là Phụng Quốc tiết độ sứ Tần Tông Quyền. Tuy nhiên, ba vị tiết độ sứ này nhận thấy họ không thể tự mình đương đầu với Hoàng Sào nên quyết định cầu viện Hà Đông tiết độ sứ Lý Khắc Dụng. Sau khi Lý Khắc Dụng tiến đến và đánh bại quân Hoàng Sào tại Trần châu, tướng chính của Hoàng Sào là Thượng Nhượng đã đầu hàng Thì Phổ.
Lý Khắc Dụng sau đó triệt thoái do mâu thuẫn với Chu Toàn Trung, tuy nhiên, Thì Phổ vẫn khiển bộ tướng Lý Sư Duyệt đem một vạn lính đuổi theo Hoàng Sào. Lý Sư Duyệt cùng Thượng Nhượng giao chiến với Hoàng Sào tại Duyện châu, kết quả là quân Hoàng Sào chiến bại và bị tiêu diệt gần hết, bản thân Hoàng Sào chạy trốn đến Lang Hổ Cốc. Ngày 13 tháng 7 năm 884, Lâm Ngôn giết chết Hoàng Sào, đem thủ cấp đến trình Thì Phổ. Tuy nhiên, trên đường đến trại của Thì Phổ, Lâm Ngôn chạm trán với quân Sa Đà và Bác Dã, quân Sa Đà và Bác Dã giết chết Lâm Ngôn và đem các thủ cấp đến trình Thì Phổ. Do lập được công lao hàng đầu trong việc tiêu diệt Hoàng Sào, Thì Phổ được bổ nhiệm là kiểm hiệu thái úy, Trung thư lệnh, và phong tước Cự Lộc quận vương.

## Chiến dịch chống lại Tần Tông Quyền
Mặc dù Hoàng Sào đã bị tiêu diệt, song Tần Tông Quyền vẫn tiếp tục đem quân tiếp tục cướp phá các quân lân cận, và đến năm 885 thì xưng đế. Đường Hi Tông bổ nhiệm Thì Phổ là 'Thái châu tứ diện hành doanh binh mã đô thống'. (Mặc dù Thì Phổ là đô thống song sử liệu phần lớn chỉ mô tả các trận chiến giữa Chu Toàn Trung với Tần Tông Quyền.)
Năm 887, Hoài Nam xảy ra chiến sự, một số phe nhóm tranh giành quyền kiểm soát quân này, triều định đã bổ nhiệm Chu Toàn Trung kiêm chức Hoài Nam tiết độ sứ để bình định khu vực. Chu Toàn Trung bổ nhiệm Dương Hành Mật là Hoài Nam tiết độ phó sứ, và bổ nhiệm Tuyên Vũ hành quân tư mã Lý Phan (李璠) là Hoài Nam lưu hậu. Chu Toàn Trung viết thư cho Thì Phổ, yêu cầu cho Lý Phan đi qua Cảm Hóa trên đường đến Hoài Nam, song Thì Phổ bực tức trước việc chức tiết độ sứ Hoài Nam về tay Chu Toàn Trung trong khi bản thân có thâm niên hơn. Khi Lý Phan đến Tứ châu thuộc Cảm Hóa, Thì Phổ đã tiến hành phục kích, song nhờ người hộ tống là nha tướng Quách Ngôn (郭言) lực chiến nên Lý Phan đã chạy thoát. Từ thời điểm đó, kình địch giữa Tuyên Vũ và Cảm Hóa bùng phát thành chiến tranh. (Chu Toàn Trung cuối cùng đã không thể kiểm soát được Hoài Nam do Dương Hành Mật đối kháng và Thì Phổ can thiệp.)
Vào mùa xuân năm 888, triều đình đã cho Chu Toàn Trung thay thế chức đô thống chống Tần Tông Quyền của Thì Phổ, Tần Tông Quyền sau đó bị thủ hạ bắt giữ và đầu hàng Chu Toàn Trung. Điều này càng khiến quan hệ giữa Chu Toàn Trung và Thì Phổ trở nên xấu đi.

## Chống Chu Toàn Trung
Vào mùa xuân năm 889, bộ tướng của Chu Toàn Trung là Bàng Sư Cổ chiếm được Tú Thiên, và tiến vào Lã Lương. Thì Phổ suất quân giao chiến với Bàng Sư Cổ, song chiến bại và buộc phải chạy về Từ châu. Một tướng khác của Tuyên Vũ là Chu Trân (朱珍) sau đó chiếm được Tiêu huyện. Chu Toàn Trung sau đó đích thân dẫn quân đến, giết chết Chu Trân vì tội giết Lý Đường Tân (李唐賓), rồi tiến công Thì Phổ, nhưng vì gặp những trận mưa xối xả nên đành ra lệnh triệt thoái. Khi Thì Phổ cầu viện Lý Khắc Dụng, Lý Khắc Dụng đã phái Thạch Quân Hòa (石君和) đến giúp Thì Phổ.
Vào mùa hè năm 890, tướng Tú châu là Trương Quân (張筠) đã trục xuất thứ sử Trương Thiệu Quang (張紹光) do Chu Toàn Trung bổ nhiệm và quay sang trung thành với Thì Phổ. Đáp lại, Chu Toàn Trung suất quân tiến công Tú châu. Thì Phổ cố gắng giúp Trương Quân bằng cách cướp phá Đãng Sơn, Chu Toàn Trung khiển nhi tử là Chu Hữu Dụ đi giao chiến với Thì Phổ. Chu Hữu Dụ đánh bại Thì Phổ, bắt được Thạch Quân Hòa.
Vào mùa hè năm 891, bộ tướng Đinh Hội (丁會) của Chu Toàn Trung bao vây Tú châu, Trương Quân đầu hàng Đinh Hội vào mùa đông cùng năm, sau đó bộ tướng của Thì Phổ là Lưu Trí Tuấn (劉知俊) cũng đầu hàng Chu Toàn Trung. Việc Lưu Trí Tuấn đầu hàng gây ảnh hưởng hết sức tiêu cực cho quân đội của Thì Phổ, và từ đó đội quân này không thể phục hồi.
Chiến tranh kéo dài giữ Tuyên Vũ và Cảm Hóa đã tàn phá ba châu của Cảm Hóa vẫn nằm trong tay Thì Phổ: Từ châu, Tứ châu và Hào châu, khiến nông dân không thể canh tác và nguồn lương thực bị cạn kiệt, đặc biệt là hậu quả sau trận lụt lớn vào mùa xuân năm 892. Quân tiếp viện do Lý Khắc Dụng, Thiên Bình tiết độ sứ Chu Tuyên, và Thái Ninh tiết độ sứ Chu Cẩn đều không thể giúp Thì Phổ chống trả Chu Toàn Trung. Vào mùa xuân năm 892, Thì Phổ cầu hòa, Chu Toàn Trung chấp thuận, theo đó Thì Phổ sẽ về Trường An và triều đình sẽ cử người khác nhậm chức tại Cảm Hóa. Khi Chu Toàn Trung thượng tấu, Đường Chiêu Tông đã bổ nhiệm Đồng bình chương sự Lưu Sùng Vọng (劉崇望) làm Cảm Hóa tiết độ sứ, Thì Phổ nhậm chức Thái tử thái sư. Tuy nhiên, Thì Phổ lo sợ rằng Chu Toàn Trung có ý lừa ông rời Từ châu rồi giết chết, vì thế từ chối nhượng lại chức vụ cho Lưu Sùng Vọng, Lưu Sùng Vọng trở về Trường An.
Trong khi đó, Thì Phổ phái một đội quân tiến về phía nam công chiếm Sở châu từ tay Chu Toàn Trung. Vào mùa hè năm 892, Dương Hành Mật khiển bộ tướng là Trương Huấn (張訓) và Lý Đức Thành (李德誠) đến tranh Sở châu, họ đánh bại quân của Thì Phổ và chiếm được Sở châu, bắt giữ thứ sử Lưu Toản (劉瓚) do Chu Toàn Trung bổ nhiệm. Vào mùa đông năm 892, Hào châu thứ sử Trương Toại (張璲) và Tứ châu thứ sử Trương Gián (張諫) đầu hàng Chu Toàn Trung, Thì Phổ nay chỉ còn kiểm soát Từ châu. Trước đó, Chu Toàn Trung khiển Chu Hữu Dụ suất quân tiến công Bộc châu của Thái Bình quân, và sau khi Chu Hữu Dụ chiếm được Bộc châu, Chu Toàn Trung lại khiển nhi tử chỉ huy cuộc bao vây chống Thì Phổ.
Vào mùa xuân năm 893, Thì Phổ phản công và giết chết Quách Ngôn ở Tú châu. Khi Chu Cẩn đem quân từ Thái Ninh đến tiếp viện cho Thì Phổ, Chu Hữu Dụ cùng một tướng Tuyên Vũ khác là Hoắc Tồn (霍存) đã giao chiến và đánh bại liên quân. Chu Cẩn chạy về Thái Ninh, song Thì Phổ giết được Hoắc Tồn trên chiến trường. Sau đó, Chu Hữu Dụ bao vây Từ châu, từ chối giao chiến khi Thì Phổ thách thức. Dưỡng tử của Chu Toàn Trung là Chu Hữu Cung (朱友恭) vu cáo Chu Hữu Dụ đồng lõa với Thì Phổ và Chu Cẩn, Chu Toàn Trung vì thế bổ nhiệm Bàng Sư Cổ thay thế Chu Hữu Dụ. Bàng Sư Cổ tiếp tục bao vây Từ châu trong vài tháng và cuối cùng chiếm được Bành Thành, Thì Phổ đưa gia tộc lên Đăng Tử lâu (燕子樓) rồi phóng hỏa tự sát. Chu Toàn Trung đoạt được Cảm Hóa.